# Rhabdomastix (Rhabdomastix) neozelandiae
Rhabdomastix (Rhabdomastix) neozelandiae is een tweevleugelige uit de familie steltmuggen (Limoniidae). De soort komt voor in het Australaziatisch gebied.